# José León Zúñiga
José León Zúñiga fue un político peruano. 
Fue elegido diputado suplente por la provincia de Chumbivilcas en 1876 durante el gobierno de Mariano Ignacio Prado.
En 1881 formó parte de la Asamblea Nacional de Ayacucho convocado por Nicolás de Piérola luego de la Ocupación de Lima durante la Guerra del Pacífico. Este congreso aceptó la renuncia de Piérola al cargo de Dictador que había tomado en 1879 y lo nombró presidente provisorio. Sin embargo, el desarrollo de la guerra generó la pérdida de poder de Piérola por lo que este congreso no tuvo mayor relevancia.